# Homosexualitat militar a l'antiga Grècia

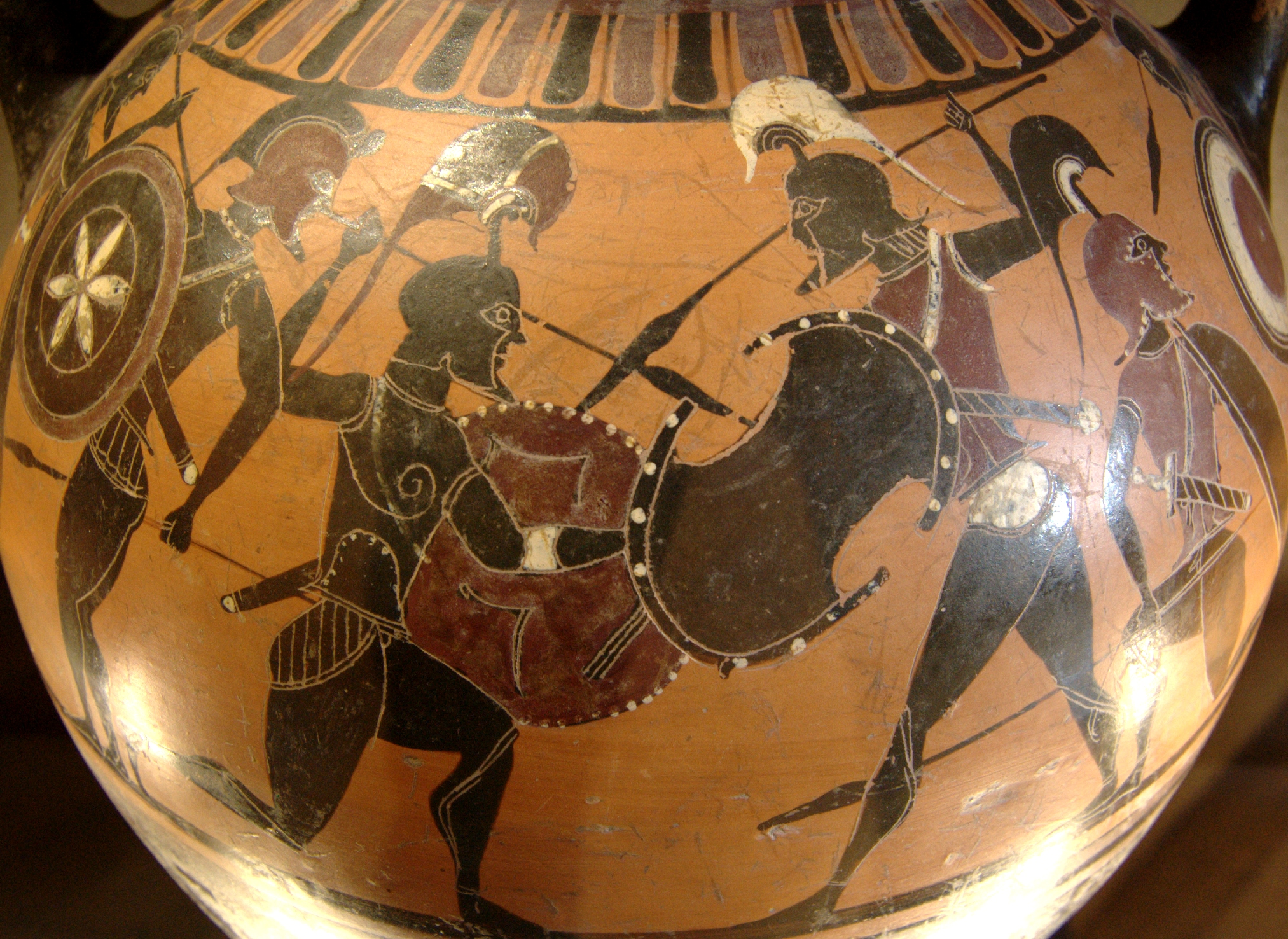
Guerrers grecs en una àmfora de figures negres. Museu del Louvre.

Quan es parla de l'homosexualitat en els exèrcits de l'antiga Grècia s'esmenta principalment a la tropa sagrada tebana, però aquesta no és l'únic exemple de pràctiques homoeròtiques o homosexuals entre els militars dels exèrcits grecs. Eren freqüentment utilitzades tant en l'ensinistrament i l'entrenament militar, com per mantenir la moral i enfortir els llaços i l'esperit de combat de la tropa en temps de guerra.
Ja es poden veure indicis d'aquesta classe de pràctiques en la Ilíada d'Homer, per exemple en la relació entre els herois Aquil·les i Pàtrocle. Tant els historiadors moderns com els antics grecs consideren els relats homèrics com un model a l'antiga Grècia. Encara que Homer no descriu explícitament una relació sexual entre dos homes en cap de les seves obres molts grecs interpretaven la relació entre Aquil·les i Pàtrocle com a amorosa, perquè la parella posa èmfasi a lluitar junts per sobre d'anar amb la seva tribu i per la desmesurada reacció d'Aquil·les davant la mort de Pàtrocle.
Malgrat l'exemple anterior la relació típica descrita per molts altres escriptors prenia la forma de relació pederasta, i les relacions entre homes d'edat equivalent eren més rares.

## Ciutats estat gregues

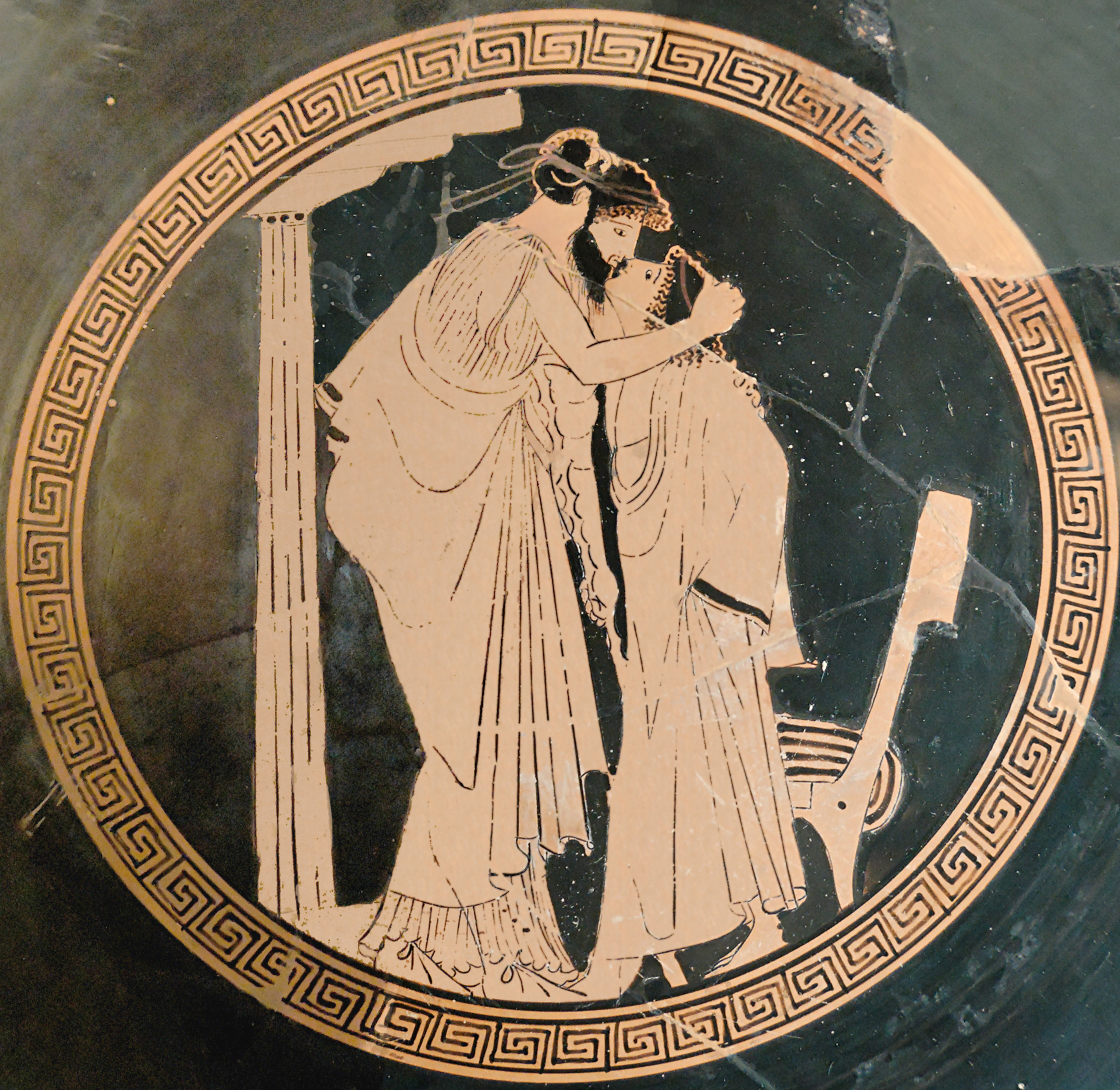
Kylix àtic que representa un amant (ἐραστής) besant el seu amat (ἐρώμενος). Les representacions d'escenes pederàstiques són abundants en l'art grec.

En l'antiguitat Grècia era una unitat cultural, lingüística i religiosa, però no política. Políticament estava dividida en ciutats estat independents, que freqüentment estaven en guerra tant amb l'exterior com entre elles mateixes. La majoria d'aquestes polis no tenien un exèrcit permanent i era un deure dels ciutadans ensinistrar-se militarment a fi d'estar preparats per defensar a la seva ciutat com hoplites. A causa de la tradició de matrimonis tardans existent en aquesta època, quan els nois arribaven a l'edat de ser entrenats militarment el pare ja era massa gran per encarregar-se ell mateix d'aquesta tasca, per la qual cosa el responsable de l'entrenament militar era l'erastés (amant adult) del noi adolescent.
Encara que les pràctiques sexuals homosexuals estaven àmpliament difoses en tots els exèrcits, la importància d'aquest costum en la formació dels exèrcits variava d'unes ciutats a unes altres i tenia especial rellevància a les ciutats d'origen dori, com registra Plutarc citant a Filip II de Macedònia:
| « | "No solament són els més bel·licosos, els beocis, els espartans i els cretencs, també són els més proclius a aquesta classe d'amor, com ho eren els més grans herois de l'antiguitat: Meleagre, Aquil·les, Aristòmenes, Cimó i Epaminondes." | » |

## Cites històriques i filosòfiques

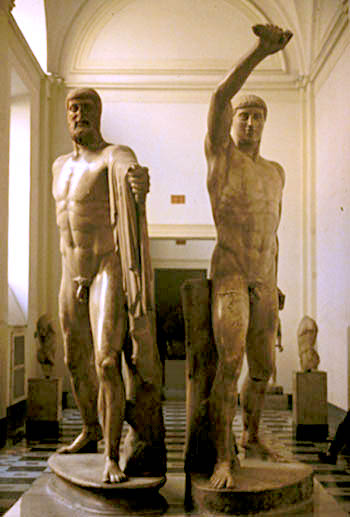
Harmodi i Aristogíton.
Còpia romana de les estàtues ateneses, obra de Crítias i Nesiotes.

Tant historiadors com filòsofs de l'antiguitat esmenten detalls sobre l'homosexualitat en els exèrcits grecs com: Plutarc, Ateneu, Xenofont, Plató (especialment a Fedre), Sòcrates i Aristòtil. Plató destaca l'efectivitat i la força dels llaços sexuals masculins per enderrocar als tirans a Atenes:
| « | "Els nostres propis tirans han après l'amarga lliçó quan l'amor entre Aristogíton i Harmodi va créixer tan fort que va enderrocar el seu poder. Per això allà on governen aquesta classe de malvats sobirans estableixen que és vergonyós implicar-se en relacions sexuals amb altres homes per mantenir acovardits als seus governats." | » |

Fedre afirma que el poder de les relacions sexuals entre homes incrementa la valentia dels militars:
| « | "... preferiria morir moltes vegades, abans que abandonar al que estima en un problema, o no socórrer-li en un perill. Cap home és tan covard que la influència de l'amor no pugui infondre-li el valor que li iguali al nascut més valent." | » |

Xenofont encara que lloa les relacions en si, critica els exèrcits que fan d'elles la principal base de la seva formació:
| « | "Dormen amb els quals estimen, fins i tot els posen al costat d'ells en la batalla... en ells (els elis i tebans) és un costum, en nosaltres una desgràcia... col·locar al teu estimat al costat de tu sembla un signe de desconfiança... com els espartans... cal fer dels nostres estimats tal model de perfecció que fins i tot si els col·loquem enfront dels estrangers els prefereixin abans que als seus i s'avergonyeixin per abandonar la seva companyia" | » |

## Desenvolupament

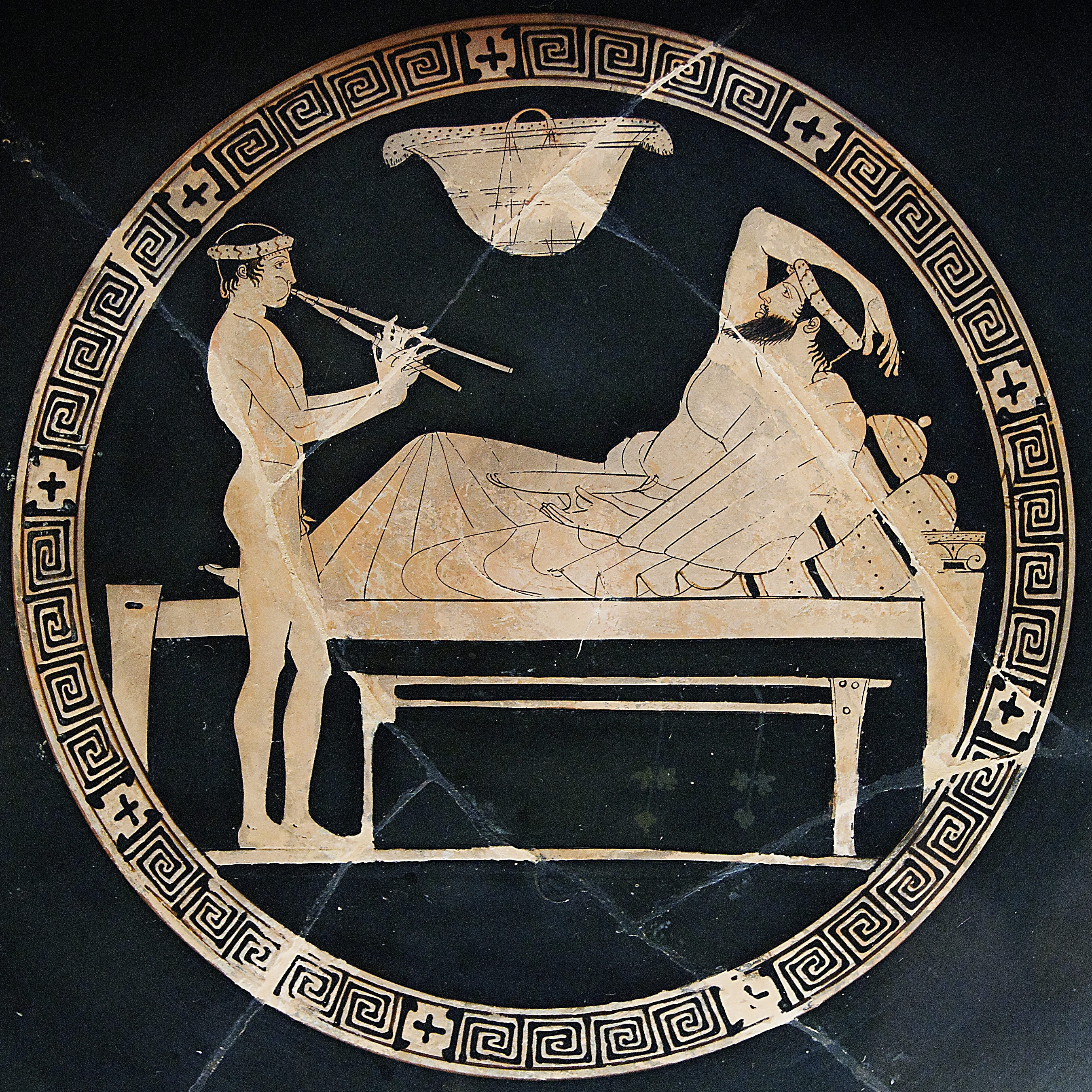
Un jove nu toca l'aulos per al comensal d'un banquet. Copa vermella àtica, pintor d'Eveó, 460 a.C. - 450 a.C.

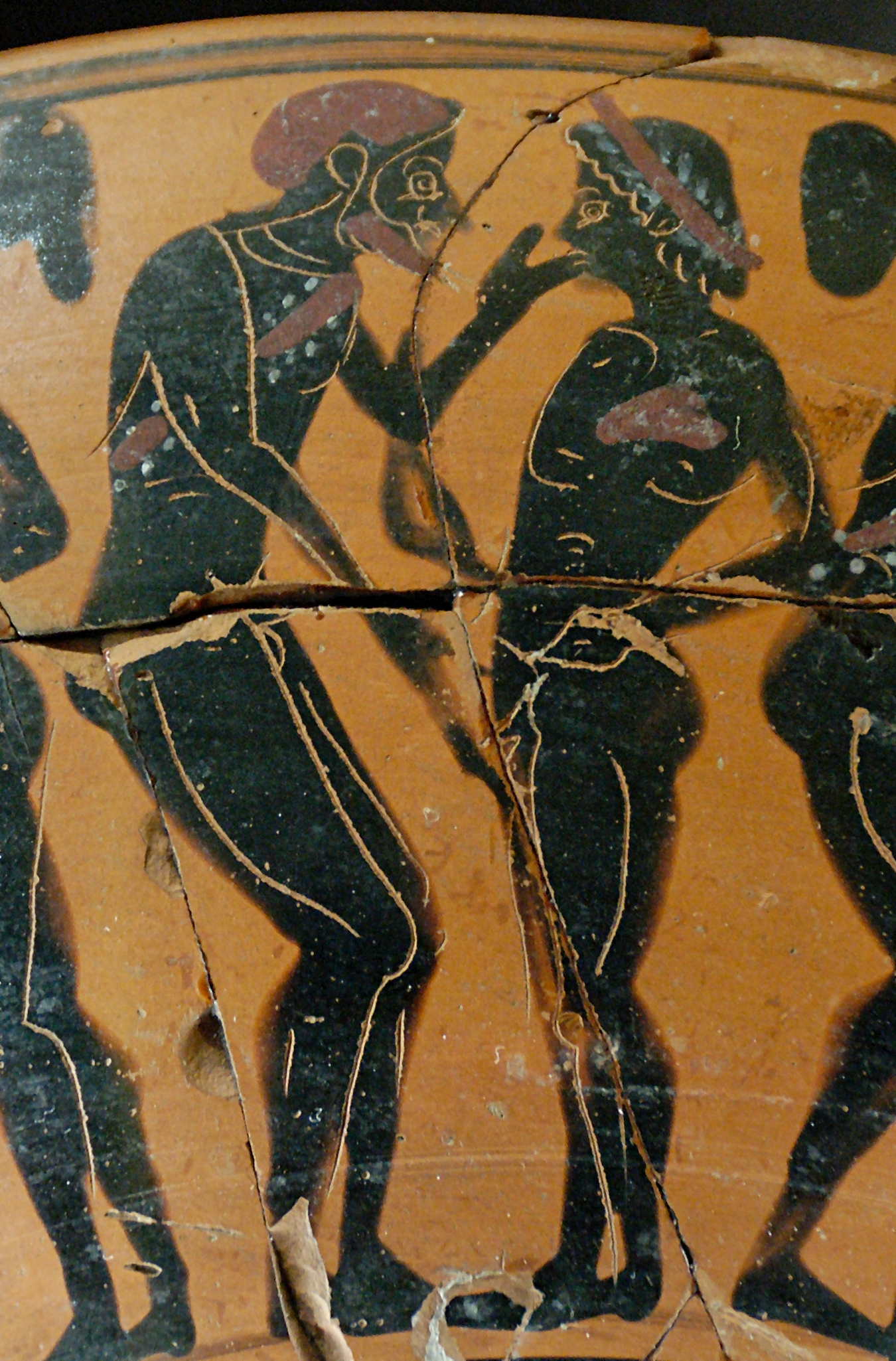
Escena de festeig pederasta. Detall d'un atuell de figures negres de l'Àtica, del segle IV a. de C.

La majoria d'aquestes relacions tenien lloc dins de la institució de la pederàstia. Aquesta era una estructura socialment instituïda per servir en el control de natalitat, l'educació i la prevenció de la delinqüència. Una típica relació pederasta es donava entre un jove d'entre 13 i 20 anys i un adult. No obstant això, els grecs condemnaven fermament l'ús de nens com a soldats, pel que restringien la pederàstia a l'exèrcit als homes d'almenys 16 anys.
La pederàstia militar era el mitjà de promoure en la tropa la moral, el valor i la lluita en conjunt. Al principi els grecs basaven la formació de les unitats en columnes tribals seguint l'exemple de Nèstor com havia recollit Homer. Però després aquesta idea va ser criticada per Pammenes segons diu Plutarc:
| « | "Nèstor no era gaire destre ordenant un exèrcit quan va aconsellar als grecs que es col·loquessin per tribus... hauria d'haver ajuntat als amants amb els seus estimats. Per a un home de la mateixa tribu poc valor té l'altre quan el perill pressiona, però un grup cimentat sobre els llaços de l'amistat i l'amor mai es trencarà." | » |

Finalment les ciutats estat gregues es van unir al punt de vista de Pammenes per fer més efectives les seves formacions militars. I la pràctica va proliferar molt ràpid. Sovint les ciutats que s'havien mostrat reticents van canviar d'opinió basant-se en les experiències favorables. Un d'aquests exemples va tenir lloc durant la Guerra Lelantina entre Eretria i Calcis. En la batalla decisiva van demanar ajuda del guerrer Cleòmac. Aquest va portar amb ell al seu eròmen (amant jove). El jove va liderar la càrrega de Calcis contra els eretrieus i portant-los a la victòria a costa de la seva pròpia vida. Llavors van erigir un monument funerari al centre de la seva àgora i van començar a honrar la pederàstia.
Malgrat la importància d'aquestes relacions en les formacions militars, no van estar exemptes de polèmiques. Segons Xenofont, els espartans no acceptaven l'ús de les relacions com la base per ordenar la unitat militar perquè creien que era concedir massa pes a la sexualitat abans que al talent. A causa d'això el seu legislador Licurg d'Esparta va atacar aquest comportament considerant la luxúria per la bellesa vergonyosa. "Si com és evident no és una atracció per l'ànima, sinó que solament és un anhel pel cos és aberrant". Xenofont a més afirma que en algunes ciutats als amants ni tan sols se'ls permetia parlar entre ells en temps de guerra.
No obstant això, les ciutats estat que van emprar aquesta pràctica per determinar la formació militar van tenir bastant èxit. Els tebans van tenir un regiment així com el nucli de la resta del seu exèrcit. S'atribuïa a aquest grup anomenat el Batalló Sagrat de Tebes l'haver convertit a Tebes en la ciutat estat més poderosa durant una generació, fins que va caure derrotada per les tropes de Filip II de Macedònia. Filip II de Macedònia va quedar impressionat per la valentia demostrada durant la batalla i va manar a les seves tropes retre homenatge als seus enemics caiguts erigint un monument que es conserva encara sobre la seva tomba. I també va fer una severa crítica al punt de vista dels espartans sobre el batalló:
| « | "Que mori miserablement aquell que pensi que aquests homes van fer o van sofrir alguna cosa vergonyosa" | » |

## Batalló Sagrat de Tebes

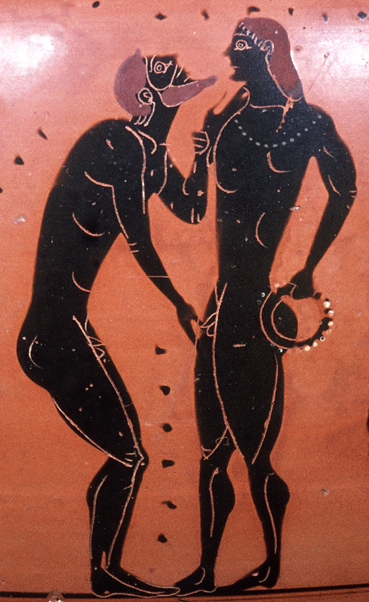
Escena d'un festeig pederasta.
Detall d'una àmfora atenenca pintada amb figures negres del segle V a.C. L'home amb barba està representat en un tradicional gest de festeig pederasta, amb una mà buscant acariciar al jove i l'altra tocant la seva barbeta mirant-lo als ulls.

El Batalló Sagrat de Tebes, una unitat militar separada de la resta i reservada únicament a homes i els seus joves estimats, és normalment considerat com el primer exemple de com a l'antiga Grècia s'usava l'amor entre soldats de la tropa per estimular el seu esperit combatiu. Els tebans atribuïen al Batalló Sagrat el poder de Tebes durant la generació anterior a la seva caiguda davant Filip II de Macedònia, que va quedar tan impressionat davant del seu valor en combat que va manar construir un momument que encara avui es manté en peus en el lloc on es van enterrar als soldats. També va criticar durament les opinions que els espartans tenien del Batalló. Diu Plutarc en la seva obra Pelòpides:
Morin els que hagin pogut pensar que entre semblants homes hagi pogut haver-hi res reprensible.
En la mateixa obra, Plutarc cita també l'opinió de Pammenes de Tebes:
El Nèstor d'Homer no va ser molt hàbil capitanejant un exèrcit quan va ordenar que els grecs formessin per tribus (...), doncs havia d'haver unit els amants amb els seus estimats. Perquè els homes de la mateixa tribu es valoren molt poc els uns als altres quan el perill aguaita; però un grup cimentat en l'amistat basada en l'amor mai serà separat doncs, tement l'afront, els amants pels estimats, i aquests per aquells, així perseveren en els perills els uns pels altres.
Aquestes unions estan reflectides en episodis de la mitologia grega, com l'heroica relació entre Aquil·les i Pàtrocle en l'Ilíada, on pel que sembla la seva unió va estimular tant la moral com la valentia. Les unions a l'exèrcit prenien la forma típica de pederàstia, sent escasses les relacions més igualitàries. Aquestes relacions han quedat documentades per molts historiadors grecs i en discursos filosòfics, així com en descortesos esments com la de Filip II de Macedònia, recollida per Plutarc:
Trobem que la majoria de les nacions guerreres són més addictes a l'amor, com els beocis, els lacedemonis i els cretencs. I entre els més antics herois cap va ser tan amorós com Meleagre, Aquil·les, Aristòmenes, Cimó o Epaminondes; l'últim dels quals va tenir com concubins a Asòpic i a Cafisodor, que va ser assassinat al costat d'ell en la Batalla de Mantinea i jeu enterrat molt proper a ell.
Durant la Guerra Lelantina entre Eretria i Calcis, abans d'una decisiva batalla els calcidians van demanar ajuda a un guerrer anomenat Cleòmac. Ell va respondre a la seva petició, portant al seu amant perquè observés. Liderant la càrrega contra els eretris, va portar a Calcis a la victòria pagant com a preu la seva pròpia vida. Els calcidians li van erigir una tomba al mercat en gratitud i van adoptar la pederàstia.
El Batalló Sagrat de Tebes (en grec antic ἱερὸς λόχος / hieròs lókhos) era una unitat d'elit grega formada per 150 parelles d'amants, d'acord amb Plutarc (a la «Vida de Pelòpides») creada pel comandant tebà Gòrgides. Les parelles consistien en un membre de major edat o "heniochoi" (conductor) i un de més jove o "paraibatai" (company). La motivació per a l'ús de "l'exèrcit d'amants" en batalla ho expressa Plutarc:
"Per a homes de la mateixa tribu o família hi ha poc valor d'un per un altre quan el perill pressiona; però un batalló cimentat per l'amistat basada en l'amor, mai es trencarà i és invencible; ja que els amants, avergonyits de no ser dignes davant la vista dels seus estimats i els estimats davant la vista dels seus amants, desitjosos es llancen al perill per a l'alleugeriment dels uns i els altres".
D'acord amb Plutarc, Gòrgides inicialment va distribuir al Batalló Sagrat de Tebes al llarg de les seves línies de batalla com un cos d'elit per a enfortir la resolució dels altres, però llavors Pelòpides, després que el Batalló hagués lluitat amb èxit en la batalla de Tegira, el va usar com una espècie de guàrdia personal. Durant prop de 33 anys el Batalló Sagrat de Tebes va ser una part important de la infanteria grega.
La seva major derrota va succeir en la batalla de Queronea, que va ser la batalla decisiva en la qual Filip II de Macedònia i el seu fill Alexandre el Gran van acabar amb la independència de les ciutats estats gregues. Filip havia estat captiu a Tebes, on va aprendre les seves tàctiques militars. La resta de l'exèrcit tebà va fugir quan es va enfrontar a les aclaparadores forces de Filip i Alexandre, però el Batalló Sagrat, envoltat, es va mantenir ferm i van caure on estaven. Plutarc refereix que Filip, davant la visió dels cadàvers apilonats i entenent de qui eren, va exclamar: «Mori l'home que sospiti que aquests homes o van sofrir o van fer alguna cosa inadequadament».
Encara que Plutarc afirma que els tres-cents components del batalló van morir aquest dia, altres escriptors afirmen que dos-cents cinquanta van morir, i que la resta solament van ser ferits. Aquestes dades van ser verificades en la seva tomba comunal a Queronea, en la qual van ser trobats dos-cents cinquanta-quatre esquelets, alineats en set files.

## Exemples
Tant la història com la mitologia ens donen exemples dels guerrers amb aquest tipus de relacions.

### Guerrers històrics

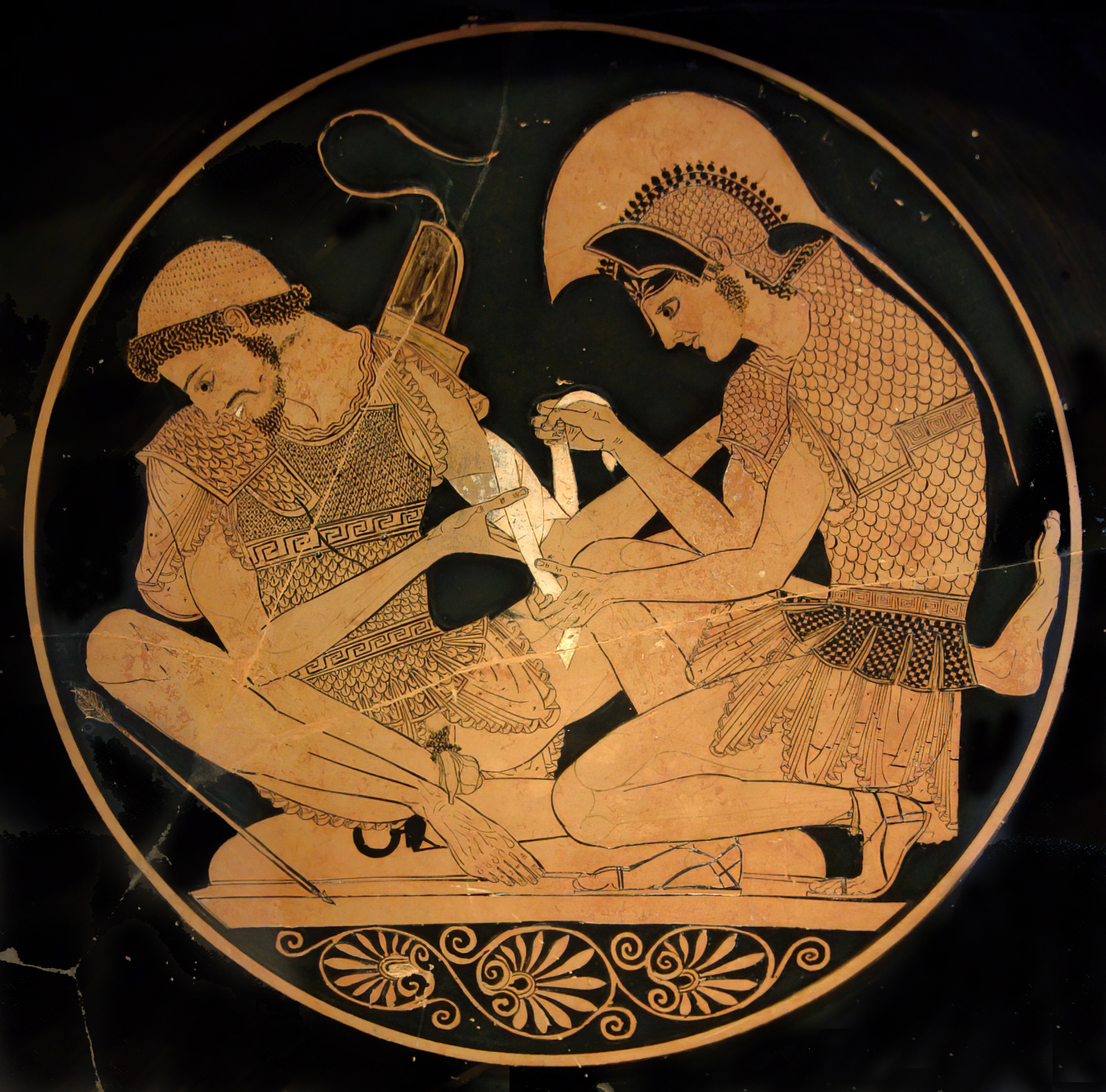
Aquil·les embenant les ferides de Pàtrocle.

Notables guerrers de l'antiga Grècia van mantenir relacions homosexuals amb altres homes, de les quals hi ha registres, esmentant la seva relació són:
- Aristòmenes — Príncep de Messènia i Arcàdia.
- Cimó d'Atenes — líder de la lliga de Delos i de la marina atenesa durant la guerra contra els perses.
- Epaminondes — general de Tebes i Capisdoros van ser enterrats junts després de morir en la batalla de Mantinea (362 aC), un fet que es reservava als esposos.
- Asopi — guerrer també amant d'Epaminondes.
- Cleòmac — va liderar a Calcis en la Guerra Lelantina i va introduir la pederàstia a l'àrea.
- Pammenes — general que va assumir el comandament després d'Epaminondes.
- Teró — guerrer de Tessàlia.
- Harmodi i Aristogitó — els tiranicides que van permetre la instauració de la democràcia a Atenes.
- Pelòpides — general del Batalló Sagrat de Tebes.
- Gòrgides — fundador del Batalló Sagrat de Tebes.
- Meleagre — comandant de la infanteria d'Alexandre el Gran.
- Alexandre el Gran i Hefestió — el príncep de Macedònia i el seu general eren amants. Tradicionalment es diu que la mort en batalla d'Hefestió va poder ser la causa que produiria posteriorment la mort del propi Alexandre.

### Guerrers mitològics
També els guerrers mitològics s'estimaven entre ells:
- Aquil·les i Pàtrocle — El seu amor va ser idealitzat i pres com a exemple per tots els guerrers amants.
- Hèracles i Iolau